# Pochonbo Electronic Ensemble
 (février 2024).
Si vous disposez d'ouvrages ou d'articles de référence ou si vous connaissez des sites web de qualité traitant du thème abordé ici, merci de compléter l'article en donnant les références utiles à sa vérifiabilité et en les liant à la section « Notes et références ».
Pour les articles homonymes, voir PEE.
Le Pochonbo Electronic Ensemble est un orchestre nord-coréen.

## Présentation
Le Pochonbo Electronic Ensemble, fondé officiellement le 4 juin 1985, est l'un des groupes les plus populaires de Corée du Nord, célèbre pour ses spectacles de chants révolutionnaires et populaires. Le groupe chante des chansons en différentes langues dont le coréen, le chinois, le français, le portugais, le russe, l'anglais.
Le groupe tire son nom de la bataille de Pochonbo qui eut lieu le 4 juillet 1937, quand une unité de guérilla sous la direction de Kim Il-sung a attaqué les forces d'occupation japonaise stationnées à Poch'ŏnbo.
On peut entendre le Pochonbo Electronic Ensemble sur les stations radiophoniques de la république populaire démocratique de Corée. En 2007, la formation avait produit plus de 150 CD, ses enregistrements étant distribués par un organisme gouvernemental.